# Frank Alexander
Pour l'écrivain de fiction, voir Orange mécanique#Distribution.
Frank Alexander est un acteur américain né le 25 mai 1879 à Olympia, Washington (États-Unis), mort le 8 septembre 1937 à Los Angeles (États-Unis).

## Biographie
Sa forte corpulence lui fait jouer des rôles de victimes, colériques ou non.
Frank Alexander est inhumé au Hollywood Forever Cemetery.

## Filmographie
- 1915 : Le Sous-marin pirate (A Submarine Pirate) de Charles Avery et Syd Chaplin
- 1915 : Gussle's Backward Way
- 1915 : A Lover's Lost Control
- 1915 : When Ambrose Dared Walrus : Fireman
- 1916 : Bath Tub Perils
- 1917 : Social Pirates
- 1917 : Her Father's Station
- 1917 : Melting Millions : Bailey
- 1917 : Hazards and Home Runs : Heeza Tonn, Catcher
- 1917 : By the Sad Sea Waves : Bather
- 1917 : Rainbow Island
- 1918 : Babes and Boobs
- 1918 : Stripes and Stumbles
- 1918 : Romans and Rascals
- 1918 : Skids and Scalawags
- 1918 : Boodle and Bandits
- 1918 : Hindoos and Hazards : Necklace thief
- 1918 : Bathing Beauties and Big Boobs : Fatty
- 1918 : Dunces and Dangers (en) de Larry Semon
- 1918 : Huns and Hyphens (en) de Larry Semon : Cafe owner
- 1918 : Bears and Bad Men de Larry Semon : Paw Slawson
- 1918 : Humbugs and Husbands
- 1918 : Pluck and Plotters : Gang Chief
- 1919 : Traps and Tangles : Shop Assistant
- 1919 : Scamps and Scandals : Larry's Sweetheart's Suitor
- 1919 : Well, I'll Be
- 1919 : Passing the Buck : The Fat Crook
- 1919 : The Star Boarder (en) : The Warden
- 1919 : His Home Sweet Home : A Crook
- 1919 : The Simple Life : A Farmer
- 1919 : Between the Acts de Larry Semon : The Manager
- 1919 : Dull Care de Larry Semon : Chief of Police
- 1919 : Dew Drop Inn : Moonshine Mooney
- 1919 : The Grocery Clerk : Big Ben
- 1920 : The Fly Cop : The Cabaret Owner
- 1920 : School Days
- 1920 : Solid Concrete : The Boss
- 1920 : Zigoto garçon de théâtre (The Stage Hand) : The Stage Manager
- 1920 : The Suitor : The Major Domo
- 1921 : The Sportsman : The Sultan
- 1921 : The Hick : Cabaret Guest
- 1921 : Zigoto boulanger (The Bakery) de Larry Semon et Norman Taurog : Bakery Owner
- 1921 : The Rent Collector de Larry Semon et Norman Taurog : A thug
- 1921 : The Fall Guy : Sheriff
- 1921 : The Bell Hop de Larry Semon et Norman Taurog : A government official
- 1922 : The Sawmill : Mill owner
- 1922 : The Show : Ballet dancer / Wife of Man with Family
- 1922 : Aladdin
- 1923 : Cyclone Jones : Fatty Wirthing
- 1924 : Her Boy Friend : Slim Chance
- 1924 : Kid Speed : M. Avery DuPoys
- 1925 : Le Sorcier d'Oz (Wizard of Oz) : oncle Henry / le Prince de Galles
- 1925 : The Dome Doctor : Fuller Hulkinbulk
- 1925 : The Cloudhopper : Holden Jack, Dorothy's Father
- 1925 : Hop to It! de Ted Burnsten : Hôtel guest
- 1925 : Tailoring
- 1925 : Three Wise Goofs
- 1925 : S.O.S. Perils of the Sea : Cook
- 1925 : On the Links
- 1925 : All Tied Up
- 1925 : Perds pas tes Dollars ! (The Perfect Clown) de Fred C. Newmeyer : Tiny Tott
- 1926 : Three Fleshy Devils
- 1926 : Assorted Nuts
- 1926 : In the Air
- 1926 : Heavy Love
- 1926 : A Beauty Parlor
- 1926 : Honeymoon Feet
- 1926 : The Heavy Parade
- 1926 : Three of a Kind
- 1926 : Mariage Express (Wedding Daze)
- 1926 : Back Fire de Scott Pembroke
- 1926 : Galloping Ghosts
- 1926 : Heavy Fullbacks
- 1926 : Oh, What a Night! : Second Fat Man
- 1926 : The Vulgar Yachtsmen
- 1926 : Heavyation
- 1927 : Three Glad Men
- 1927 : Play Safe
- 1927 : The Unsocial Three
- 1927 : Old Tin Sides
- 1927 : You're Next
- 1927 : Heavy Hikers
- 1927 : What Price Dough
- 1927 : How High Is Up?
- 1927 : Campus Romeos
- 1927 : Wanderers of the Waistline
- 1927 : Tanks of the Wabash
- 1927 : 3 Missing Links
- 1928 : Panting Papas
- 1928 : Oui, Oui, Heidelberg
- 1928 : The Happy Trio
- 1928 : All Alike
- 1928 : Big Berthas
- 1928 : Heavy Infants
- 1928 : Standing Pat
- 1928 : A Joyful Day
- 1928 : Feed 'em and Weep : Diner
- 1929 : Madame Q
- 1930 : The Shrimp : Fat lodger
- 1930 : Pure and Simple de Lewis R. Foster
- 1931 : Let's Play
- 1931 : Catch as Catch Can : Fat man in audience
- 1931 : The Kick-Off! : Fat Football Fan
- 1933 : The Bargain of the Century : Elmer, a customer
- 1933 : The Barber Shop d'Arthur Ripley : Steam room victim